# Nicolas Gestin
Nicolas Gestin (pronúncia em francês: [nikɔla ʒɛstɛ̃]; Tréméven, 30 de março de 2000) é um canoísta francês.

## Carreira
Gestin começou a remar com seu clube local, o Canoë Kayak Club Quimperlé. Ele fez sua primeira equipe júnior em 2016, terminando em 5º individualmente no Mundial Júnior em Cracóvia, também ganhando um bronze no evento de equipe C1. Nicolas recebeu € 1.000 da comunidade de Quimperlé para ajudar a financiar viagens internacionais. Ele deslocou o ombro em agosto de 2016, resultando em sua perda do Europeu Júnior de 2016 e da seleção para a equipe de 2017. A temporada de sucesso de Gestin foi a última como júnior, onde ganhou quatro medalhas e chegou a duas finais da Copa do Mundo. No Europeu Júnior de 2018, ele ganhou uma medalha de prata na equipe C1 e C1, seguida por um ouro na equipe C1 e um bronze individualmente no Mundial Júnior de 2018 em Ivrea.
As primeiras corridas de Nicolas no nível sênior foram as duas últimas Copas do Mundo da temporada de 2018, onde ele chegou às duas finais, terminando em 8º e 10º em Tacen e La Seu, respectivamente. Ele ganhou uma medalha de prata na Copa do Mundo de 2020 em Tacen. Gestin foi treinado pela vice-campeã mundial de 1993 e 1995 Anne Boixel até 2021 e agora pelo técnico da seleção francesa Arnaud Brogniart. Ele participou das seletivas francesas para as Olimpíadas de Verão de 2020, terminando em 6º. Gestin terminou em 5º no Campeonato Europeu de 2021 em Ivrea. Nos Jogos Olímpicos de Verão de 2024, em Paris, conquistou a medalha de ouro na competição do slalom C-1 masculino.